# Joachim Hartwig Johann von Barner
Joachim Hartwig Johann von Barner (25. marts 1699 i Mecklenburg – 17. december 1768) var mecklenburgsk adelsmand, der blev stiftamtmand, officer og godsejer i Danmark.
Han var søn af oberst og overadjudant i brunsvig-wolfenbüttelsk tjeneste Rudolph August Barner. Moderen er ukendt. Joachim Barner kom til Danmark i sin ungdom, hvor han indtrådte i hæren som officer. 
Han blev 1726 kaptajnløjtnant i dansk tjeneste, 1730 kaptajn ved det sjællandske regiment, 1731 kaptajn ved Garden til Fods, 1733 kaptajn ved Garden og 1739 oberstløjtnant ved det lollandske hvervede infanteriregiment og fik samme år karakter af oberst. 
1746 blev han stiftamtmand over Christiansands Stift og amtmand over Nedenæs Amt, 1751 amtmand over Kalundborg, Dragsholm, Sæbygård og Holbæk Amter, 1759 Ridder af Dannebrog. I maj 1768 blev han udnævnt til gehejmeråd, i oktober samme år afskediget efter ansøgning, da han følte sig svagelig. Han døde få måneder senere.
1738 overtog han herregården Vedbygård fra Lene Grubbe, der havde været gift med en slægtning til Barner. Hun var imidlertid stærkt forgældet, og Barner kunne overtage herregården som den største panthaver. Ved testamente af 1767 oprettede han af gården et stamhus under navnet Barnersborg. Da han ikke selv efterlod sig sønner, blev hans fættersøn Helmuth Gotthardt von Barner indsat som arving. 
Joachim Barner blev gift første gang i 1740 med Mette Amalie Rosenkrantz (født 1707), som var kammerfrøken hos dronning Sophie Magdalene. Hun fik 1750 ordenen l'union parfaite og døde på Vedbygård 1755. To år efter hendes død ægtede han Elisabeth Tugendreich von Grambow (1732-1777).
| Efterfulgte: Henrik 6. af Reuss-Köstritz | Stiftamtmand over Christiansands Stift 1746 - 1751 | Efterfulgtes af: Frederik Adeler             |
| Efterfulgte: Henrik 6. af Reuss-Köstritz | Amtmand over Nedenæs Amt 1746 - 1751               | Efterfulgtes af: Frederik Adeler             |
| Efterfulgte: Henrik 6. af Reuss-Köstritz | Amtmand over Råbyggelagets Amt 1746 - 1751         | Efterfulgtes af: Frederik Adeler             |
| Efterfulgte: Frederik Adeler             | Amtmand over Kalundborg Amt 1751 - 1768            | Efterfulgtes af: Eiler Christopher Ahlefeldt |
| Efterfulgte: Frederik Adeler             | Amtmand over Dragsholm Amt 1751 - 1768             | Efterfulgtes af: Eiler Christopher Ahlefeldt |
| Efterfulgte: Frederik Adeler             | Amtmand over Sæbygård Amt 1751 - 1768              | Efterfulgtes af: Eiler Christopher Ahlefeldt |
| Efterfulgte: Frederik Adeler             | Amtmand over Holbæk Amt 1751 - 1768                | Efterfulgtes af: Eiler Christopher Ahlefeldt |